# Aristolochia pentandra
Aristolochia pentandra är en piprankeväxtart som beskrevs av Nikolaus Joseph von Jacquin. Aristolochia pentandra ingår i släktet piprankor, och familjen piprankeväxter. Inga underarter finns listade i Catalogue of Life.